# نظام‌آباد، پاکستان

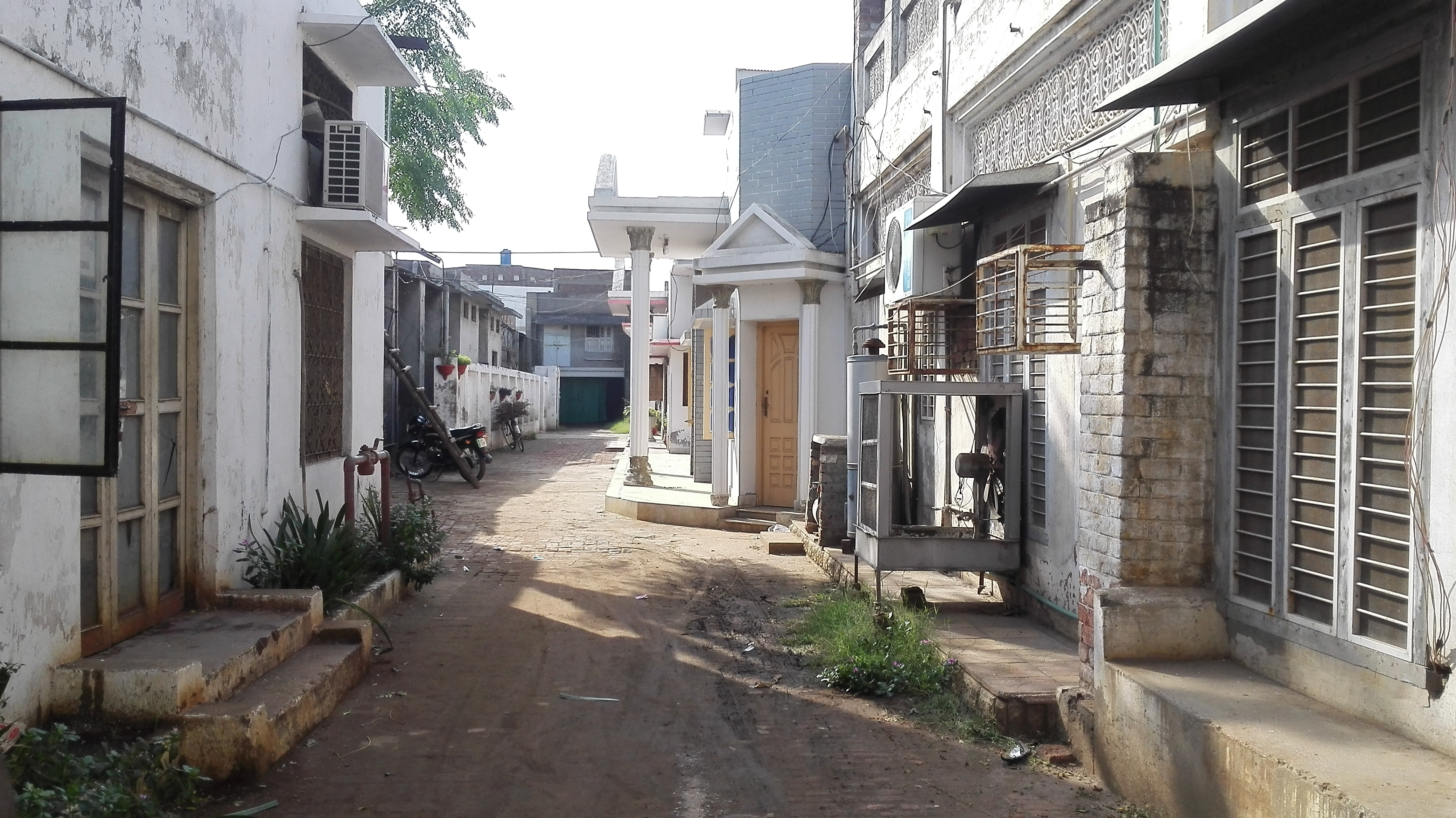
محله ی در نظام‌آباد

نظام‌آباد (به انگلیسی: Nizamabad) یک منطقهٔ مسکونی در پاکستان است که در پنجاب واقع شده‌است.